# توماس والش
توماس والش (بالإنجليزية: Thomas Walsh)‏ هو فلاح وسياسي أيرلندي، ولد في 18 ديسمبر 1901، وتوفي في 14 يوليو 1956. حزبياً، نشط في فيانا فايل.

## مناصب
- انتخب عضو مجلس الشيوخ من أيرلندا عن دائرة القائمة الزراعية [الإنجليزية]‏ وقد انضم خلال فترته النيابية ‏ (8 سبتمبر 1943 – 5 يوليو 1944)  للكتلة البرلمانية فيانا فايل.
- في 1948 Irish general election [الإنجليزية]‏، انتخب نائب دييل عن دائرة كارلو–كلكيني [الإنجليزية]‏ وقد انضم خلال فترته النيابية ‏ (18 فبراير 1948 – 2 مايو 1951)  للكتلة البرلمانية فيانا فايل.
- في 1951 Irish general election [الإنجليزية]‏، انتخب نائب دييل عن دائرة كارلو–كلكيني [الإنجليزية]‏ وقد انضم خلال فترته النيابية ‏ (13 يونيو 1951 – 23 أبريل 1954)  للكتلة البرلمانية فيانا فايل.
- في 1954 Irish general election [الإنجليزية]‏، انتخب نائب دييل عن دائرة كارلو–كلكيني [الإنجليزية]‏ وقد انضم خلال فترته النيابية ‏ (2 يونيو 1954 – 14 يوليو 1956)  للكتلة البرلمانية فيانا فايل.
- انتخب وزير الزراعة والغذاء والملاحة [الإنجليزية]‏ (13 يونيو 1951 – 2 يونيو 1954).